# Кириллов, Анатолий Данилович
Анатолий Данилович Кириллов (1924 – 1979) — советский военнослужащий, командир взвода пешей разведки 751-го стрелкового полка (165-я стрелковая дивизия, 70-я армия, 2-й Белорусский фронт), сержант, полный кавалер ордена Славы.

## Биография
Анатолий Данилович Кириллов родился в рабочей семье в посёлке Красное Знамя Бронницкого уезда Московской губернии (в настоящее время Раменский район Московской области). Окончил 7 классов школы и фабрично-заводское училище. Работал токарем на ремонтном заводе.
С началом Великой Отечественной войны вступил ополчение, 29 августа 1942 года Раменским райвоенкоматом был призван в ряды Красной армии.
21 августа 1944 года заместитель командира взвода пешей разведки младший сержант Кириллов одним из первых ворвался в населённый пункт Козлы (Тлущ, Повят-Воломиньский, Мазовецкое воеводство) в боевых порядках пехоты, отбил несколько контратак противника, стремившегося отбить населённый пункт и уничтожил из автомата 12 солдат противника. Приказом по 165-й стрелковой дивизии от 29 августа 1944 года он был награждён орденом Славы 3-й степени.
Командир отделения взвода пешей разведки сержант Кириллов в составе группы разведчиков 26 января 1945 года форсировал реку Висла восточнее деревни Модлин (в настоящее время в составе города Новы Двур Мазовецкий), закрепился на противоположном берегу реки и огнём из автомата обеспечивал переправу полка. В ходе боя за расширение плацдарма вместе с разведчиками захватил в плен 15 солдат противника. Приказом по войскам 2-го Белорусского фронта от 28 февраля 1945 года он был награждён орденом Славы 2-й степени.
6 марта 1945 года, командуя группой разведчиков из 6 человек, сержант Кириллов по приказу командования направился в тыл противника с задачей взять контрольного пленного. Заняв позицию возле дороги в лесу в районе населённого пункта Пьяшены (северо-восточнее города Нойштеттин (Щецинек)), разведчики обнаружили группу солдат противника, двигавшуюся по шоссе. Заброав их гранатами и обстреляв из автоматов, они уничтожили 9 солдат противника и взяли одного в плен. Прежде, чем скрыться в лесу, замаскировали свои следы. Пленный был доставлен в штаб и дал ценные сведения. В ночь на 22 апреля 1945 года у населённого пункта Мешерин на левом берегу Одера в районе города Грайфенхаген (Грыфино) группа, возглавляемая Кирилловым наткнулась на группу разведчиков противника, вооружённую автоматами, пистолетами и ручным пулемётом. В завязавшейся схватке один солдат противника был убит, пятеро взяты в плен и доставлены в штаб, где сообщили ценные сведения. Указом Президиума Верховного Совета СССР от 29 июня 1945 года сержант Кириллов был награждён орденом Славы 1-й степени.
Старший сержант Кириллов был демобилизован в марте 1947 года. Жил в городе Бердичев Житомирской области, работал токарем на заводе «Прогресс». В 1969 году окончил вечернюю школу.
Скончался Анатолий Данилович Кириллов 29 мая 1979 года.